# 狼手势
狼手势或灰狼手势是一种土耳其民族主义者和泛突厥主义者使用的手势符号。除了灰狼组织，民族主义者和一些团体都使用这种手势，无论政治观点如何。

## 起源

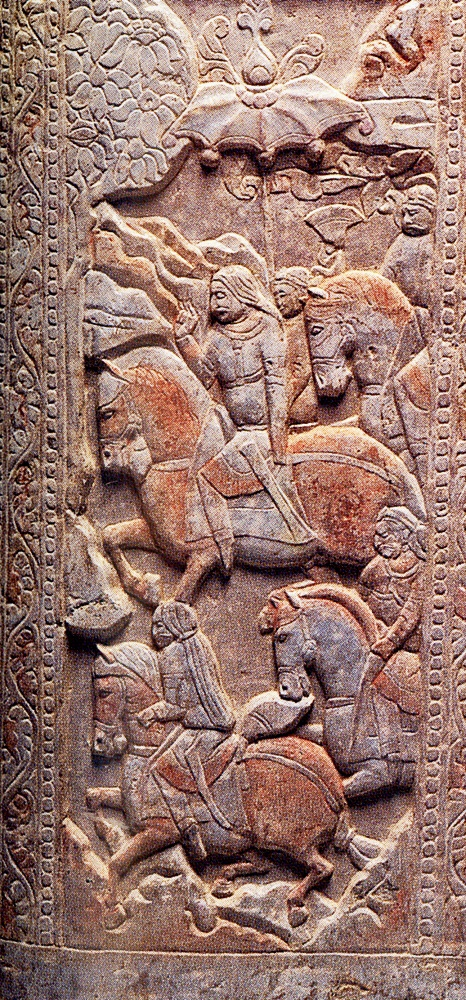
美秀美术馆藏品

灰狼手势源自伊斯兰教之前，源于突厥神话中灰狼的角色，被归因于信仰薩滿教的突厥民族。历史研究表明，它被各种突厥民族使用，如匈人、钦察人和佩切涅格人，他们西迁时使用这个手势来代表他们的血统。这个手势也出现在10世纪伊朗诗人菲尔多西的《列王纪》中，其中包括土耳其妇女做出灰狼手势的小画像。在中国，有一尊6世纪的做出灰狼手势的突厥可汗雕像，被发现于一个洞穴中，可以追溯到前伊斯兰教的古突厥时期。尽管它有一段非伊斯兰的历史并且被一些强硬穆斯林视为以物配主，阿尔帕尔斯兰·蒂尔凯什仍不断地试图将它伊斯兰化以使其符合他的土耳其-伊斯兰民族主义意识形态。

## 用法

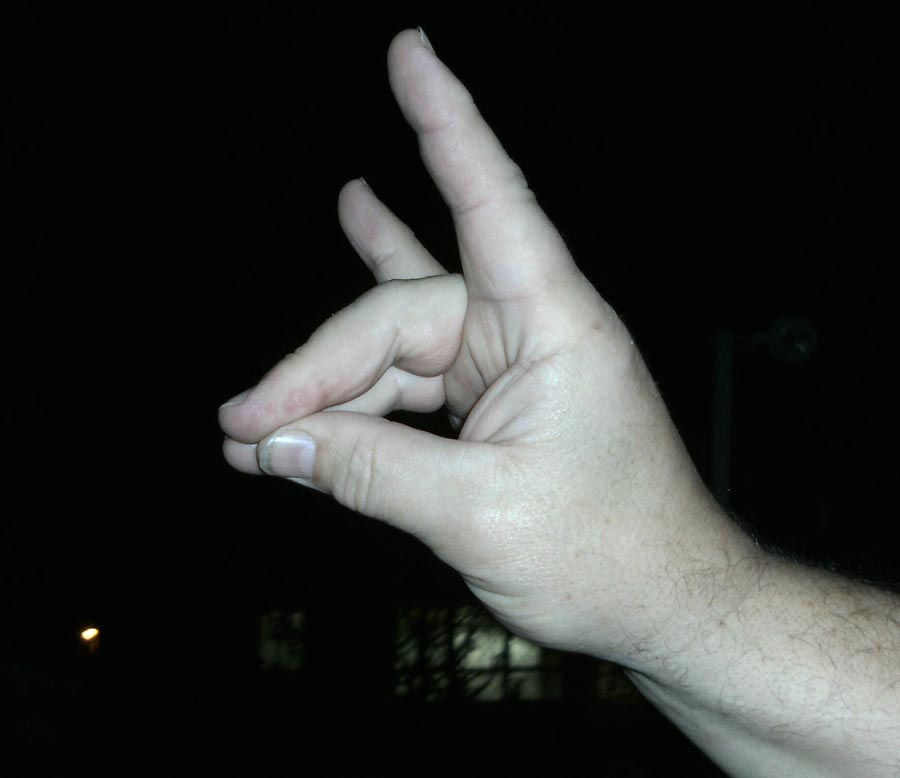
灰狼手势

虽然它大多被认为由民族主义行动党和灰狼组织使用，但实际上它被土耳其民族主义者和持各种政治观点的团体使用。4月16日，共和人民党领导人凯末尔·奎里达欧鲁在前往开塞利参加集会时，曾用灰狼手势向他的支持者致意。雷杰普·塔伊普·埃尔多安对此作出回应，称“无法从我的记忆中抹去共和人民党领导人做出的灰狼手势”。而奎里达欧鲁回应称“我们也是民族主义者，我们也是民族主义者”。
好党领导人梅拉尔·阿克谢内尔也经常在许多场合做出这个手势。
雷杰普·塔伊普·埃尔多安在梅尔辛的一次集会上做出了灰狼手势，然后迅速换成Rabia手势。

## 合法性
奥地利和法国禁止灰狼手势。许多德国右翼和左翼政客提议禁止灰狼手势。